# Seemann (deine Heimat ist das Meer)
Seemann (deine Heimat ist das Meer) ist ein Schlager, der 1960 von Lolita veröffentlicht wurde und der auch international sehr erfolgreich war.

## Entstehungsgeschichte
Der Wiener Musikproduzent Gerhard Mendelson suchte für den Titel La Luna (geschrieben von Ralph Maria Siegel) noch eine B-Seite. Schlagertexterin Fini Busch verfasste mit Komponist Werner Scharfenberger Seemann (deine Heimat ist das Meer), der nach Konsultationen mit Rundfunkstationen als A-Seite ausgewählt wurde. Das Lied handelt vom Fernweh und den Weltmeeren, auf denen weltweit Seeleute zu Hause sind, aber auch vom Heimweh. Die textliche Erwähnung internationaler Häfen erhöhte die Authentizität des Liedes.

## Aufnahme und Veröffentlichung
Aufgenommen am 15. Dezember 1959 mit Lolita im Austrophon-Studio Wien und veröffentlicht im Februar 1960, wurde das sentimentale Seemann (deine Heimat ist das Meer) / La Luna (Polydor #24 177) mit zwei Millionen weltweit verkaufter Platten zu Scharfenbergers erstem Millionenseller. Lolita war die erste österreichische Sängerin, die in Deutschland eine Goldene Schallplatte erhielt. Sie wurde ihr am 17. Januar 1961 in Wien ausgehändigt.
Später erfolgte die Verleihung einer Platin-Schallplatte für eine Million verkaufter Exemplare. Trotz des großen Umsatzerfolges musste sich der Song in Deutschland mit Platz zwei der Charts begnügen, blockiert von der Spitzenposition durch Heidi Brühls Millionenseller Wir wollen niemals auseinandergehn‘. Dafür führte sie mit diesem Lied die Bravo-Jahrescharts 1960 mit 484 Punkten an. Lolita sang das Lied auch im Film Schick deine Frau nicht nach Italien, der im September 1960 in die Kinos kam.

## Internationaler Durchbruch

Lolita - Sailor (Your Home Is the Sea), US-amerikanische Pressung von Seemann (deine Heimat ist das Meer)

Zudem gelang ihr mit dem Lied der internationale Durchbruch. Im August 1960 wurde die Originalaufnahme von Lolita in den USA veröffentlicht. Hiermit gelangte sie bis auf Rang 5 der US-Hitparade. Am 4. November 1960 wurde in Hamburg im Mittelteil des Originalsongs eine englisch gesprochene Rezitation von Maureen René hinzugefügt, die nunmehr als Sailor, Your Home is the Sea für den englischsprachigen Markt gepresst wurde.

## Coverversionen
Das Lied wurde seit seiner Entstehung zahlreich von unterschiedlichen Musikern gecovert. Die Datenbank cover.info enthielt im April 2022 insgesamt 75 Coverversionen des Liedes, auf secondhandsongs.com waren 54 Versionen gelistet.
Der Song wurde u. a. unter dem Titel Sailor von Petula Clark und Anne Shelton gecovert. Der englische Text stammt von David West, einem Pseudonym von Norman Newell. Der englische Text bestand nicht darauf, dass das Meer die Heimat des Seemans sei, sondern behandelte eher sensibel den Wunsch der Sängerin, dass er doch bald zurück in den Hafen ihres Herzens kommen solle. Die Version von Petula Clark erreichte in Großbritannien den ersten Platz der Charts und verkaufte nach Veröffentlichung im Januar 1961 zusätzliche 250.000 Exemplare. Der Titel war damit der erste Nummer-eins-Hit für die Sängerin. 
Petula Clark veröffentlichte auch eine französische Version unter dem Titel Marin. Anne Shelton brachte im selben Monat ihre Version heraus, musste sich jedoch mit Rang 10 begnügen. Auch mehr als 50 Jahre nach der Ersteinspielung wird das Lied, von Lolita gesungen, oder auch beispielsweise von Andrea Berg, Freddy Quinn oder Géraldine Olivier vorgetragen, im Fernsehen ausgestrahlt.